# Jack S. Remington
Jack Samuel Remington (* 19. Januar 1931 in Chicago, Illinois; † 8. April 2021 in Menlo Park, Kalifornien) war ein US-amerikanischer Mediziner.

## Werdegang
Remington studierte an der University of Illinois mit dem Bachelor-Abschluss 1954 und der Promotion in Medizin (M.D.) 1956. Seine Facharztausbildung absolvierte er in San Francisco (County Hospital, Universität) und war 1957 bis 1959 am National Institute of Allergy and Infectious Diseases. 1960 bis 1962 war er am Thorndike Laboratory der Harvard Medical School und danach Professor an der Palo Alto Medical Foundation. Ab 1974 war er Professor in Stanford.
Er befasste sich mit angeborenen (von der Mutter erworbenen) Infekten wie Toxoplasmose, der zellulären Immunantwort auf intrazelluläre Erreger, Antikörpern in Körpersekreten, Infektionen bei immungeschwächten Patienten und Tumorimmunologie.
Er war Ehrendoktor der Universität Paul Sabatier in Toulouse. 1987/88 war er Präsident der Infectious Disease Society of America. 1996 erhielt er den Bristol Award. 1988 erhielt er einen Humboldt-Forschungspreis und 1999 wurde er Fellow des Royal College of Physicians. Er war Fellow der American Academy of Microbiology und der American Association for the Advancement of Science. 1998 wurde er Ehrenmitglied der Ludwig-Heilmeyer-Gesellschaft. 1987 erhielt er den Harry Feldman Award der Infectious Diseases Society of America (IDSA).

## Schriften
- mit Jerome O. Klein: Infectious Diseases of the Fetus and Newborn Infants, Saunders, 8. Auflage 2015